# Микелаца (Павија)
Микелаца је насеље у Италији у округу Павија, региону Ломбардија.
Према процени из 2011. у насељу је живело 43 становника. Насеље се налази на надморској висини од 208 м.